# Liste der Kreisstraßen im Landkreis Bad Kreuznach
Die Liste der Kreisstraßen im Landkreis Bad Kreuznach ist eine Auflistung der Kreisstraßen im rheinland-pfälzischen Landkreis Bad Kreuznach.

## Abkürzungen
- K: Kreisstraße
- L: Landesstraße

## Liste
Die Kreisstraßen behalten die ihnen zugewiesene Nummer in der Regel nicht bei einem Wechsel in einen anderen Landkreis oder in eine kreisfreie Stadt. Nicht vorhandene bzw. nicht nachgewiesene Kreisstraßen werden in Kursivdruck gekennzeichnet, ebenso Straßen und Straßenabschnitte, die unabhängig vom Grund (Herabstufung zu einer Gemeindestraße oder Höherstufung) keine Kreisstraßen mehr sind. 
Der Straßenverlauf wird in der Regel von Nord nach Süd und von West nach Ost angegeben.
| Nr.  | Verlauf |
| ---- | --- |
| K 1  | (K 28 im Landkreis Birkenfeld) – Kreisgrenze – L 182 |
| K 2  | (K 27 im Landkreis Birkenfeld) – Kreisgrenze – L 182 in Hahnenbach |
| K 3  | L 182 in Hahnenbach – K 5 in Hennweiler |
| K 4  | K 5 in Hennweiler – Kellenbach – Weitersborn – K 15 – L 230 |
| K 5  | L 184 in Bruschied – Hennweiler – K 4 – K 3 – Oberhausen bei Kirn – K 11 – K 9 – L 182 in Kirn                                                                                               |
| K 6  | (K 30 im Landkreis Birkenfeld) – Kreisgrenze – L 182 in Kirn |
| K 7  | L 182/L 183 in Kirn – Kirn-Sulzbach – |
| K 8  | L 182 in Kirn – Meckenbach |
| K 9  | K 5 in Kirn – Karlshof – K 11 – K 10 – Dhaun – Hochstädten – nicht befahrbare Strecke – L 232                                                                                                |
| K 10 | K 9 – St. Johannisberg – nicht befahrbare Strecke – L 183 |
| K 11 | K 5 in Oberhausen bei Kirn – K 9 in Karlshof |
| K 12 | Brauweiler – |
| K 13 | Horbach – L 230 |
| K 14 | (K 62 im Rhein-Hunsrück-Kreis) – Kreisgrenze – |
| K 15 | L 229 – Schwarzerden – Weitersborn – K 4 – L 230 |
| K 16 | L 230 in Seesbach – L 230 |
| K 17 | L 230 – L 229 |
| K 18 | Gonratherhof – Weiler bei Monzingen – |
| K 19 | – Monzingen – Nußbaum – |
| K 20 | L 229 – K 24 – Daubach – K 22 – – L 232 in Bad Sobernheim |
| K 21 | L 108 in Borkenau – L 233 in Steinhardt |
| K 22 | L 229 – Auen – K 20 – K 23 in Daubach |
| K 23 | K 24 – Daubach – K 22 – L 108 |
| K 24 | K 20 – K 23 – L 108 |
| K 25 | K 26 – Ippenschied |
| K 26 | L 230 – K 25 – Winterbach – L 108 – Gebroth – K 27 – Spall – K 28 – L 239 |
| K 27 | L 230 – Gebroth – K 26 – L 238 in Allenfeld |
| K 28 | L 230 in Münchwald – K 29 – Spall – K 26 – L 238 in Allenfeld |
| K 29 | K 28 in Münchwald – L 239 – K 40 – Spabrücken – Unterhub – Oberhub – K 45 – Schöneberg – K 68 – südliche Strecke – K 68 – Schweppenhausen – L 242 – K 44 – L 236 – – K 41 in Waldlaubersheim |
| K 30 | K 40 in Spabrücken – L 239 in Argenschwang |
| K 31 | L 242 in Dörrebach – Lehnmühle |
| K 32 | K 33 in Seibersbach – Dörrebach – L 242 – Im Waldwinkel – L 240 |
| K 33 | L 242 – Seibersbach – K 32 – K 34 – Junkermühle – L 214 |
| K 34 | Ehemaliger Bahnhof Seibersbach – K 33 |
| K 35 | (K 45 im Rhein-Hunsrück-Kreis) – Kreisgrenze – ohne Abzweig einer klassifizierten Straße – Kreisgrenze – (K 85 im Rhein-Hunsrück-Kreis)                                                      |
| K 36 | (K 29 im Landkreis Mainz-Bingen) – Kreisgrenze – K 37 |
| K 37 | L 214 – Daxweiler – K 36 – Warmsroth – K 38 – L 214 |
| K 38 | K 37 – Kreisgrenze – (K 5 im Landkreis Mainz-Bingen) |
| K 39 | L 229 – Pferdsfeld |
| K 40 | K 29 – Spabrücken – K 30 – L 239 in Dalberg |
| K 41 | (K 48 im Landkreis Mainz-Bingen) – Kreisgrenze – Waldlaubersheim – K 29 – K 43 – K 42 – Kreisgrenze – (K 1 im Landkreis Mainz-Bingen)                                                        |
| K 42 | K 41 – – K 43 in Dorsheim |
| K 43 | (K 5 im Landkreis Mainz-Bingen) – Kreisgrenze – Rümmelsheim – K 41 – Dorsheim – K 42 – in Laubenheim                                                                                         |
| K 44 | (K 30 im Landkreis Mainz-Bingen) – Kreisgrenze – K 29 in Schweppenhausen |
| K 45 | L 240 – Schöneberg – K 29 – Hergenfeld – K 47 – Wallhausen – K 46 – L 239 |
| K 46 | K 45 in Wallhausen – K 47 |
| K 47 | K 45 in Hergenfeld – K 46 – K 49 |
| K 48 | L 242 in Guldental – K 49 |
| K 49 | L 242/L 243 in Windesheim – K 47 – L 236 – Breitenfelser Hof – K 48 – Winzenheim – in Bretzenheim                                                                                            |
| K 50 | L 239 in Wallhausen – Sommerloch – K 51 – Sankt Katharinen – Mandel – L 237 – K 98 in Weinsheim                                                                                              |
| K 51 | K 50 in Sommerloch – Braunweiler – Sankt Katharinen – K 50 – Roxheim – L 237 – L 236 |
| K 52 | L 237 – K 98 in Rüdesheim |
| K 53 | K 98 in Weinsheim – L 108 in Hüffelsheim |
| K 54 | L 237 in Sponheim – K 55 |
| K 55 | L 108 – Burgsponheim – K 54 – |
| K 56 | L 108 – L 235 in Niederhausen |
| K 57 | K 61 – Schloßböckelheim Schloß |
| K 58 | K 61 – Niederthäler Hof – Gut Hermannsberg – L 235 |
| K 59 | K 61 – östliche Strecke – K 61 in Boos |
| K 60 | L 234 in Waldböckelheim – K 61 |
| K 61 | L 234 in Staudernheim – K 59 – westliche Strecke – Boos – K 60 – K 59 – K 58 – Schloßböckelheim Tal – Schloßböckelheim Kolonie – K 57 – L 108                                                |
| K 62 | Kirschroth – Meddersheim – L 376 – L 232 |
| K 63 | Hühnerhof – L 376 – Lauschied – K 66 in Desloch |
| K 64 | L 376 – Sankt Antoniushof |
| K 65 | – Kreisgrenze – (K 50 im Landkreis Kusel) |
| K 66 | L 182 in Jeckenbach – Desloch – K 63 – |
| K 67 | K 70 in Hundsbach – Schweinschied – K 69 – L 373 in Löllbach |
| K 68 | K 29 – Eckenroth – K 29 |
| K 69 | (K 68 im Landkreis Kusel) – Kreisgrenze – K 67 in Schweinschied |
| K 70 | L 374 in Otzweiler – Hundsbach – K 67 – L 182 |
| K 71 | L 182 in Heimweiler – Heimberg – Limbach – L 182 |
| K 72 | (K 42 im Landkreis Birkenfeld) – Kreisgrenze – L 182 in Becherbach bei Kirn |
| K 73 | – Bärenbach – Kreisgrenze – (K 42 im Landkreis Birkenfeld) |
| K 74 | (K 50 im Landkreis Kusel) – Kreisgrenze – K 75 – Roth – L 385 in Becherbach |
| K 75 | (K 51 im Landkreis Kusel) – Kreisgrenze – K 74 – L 380 in Reiffelbach |
| K 76 | in Callbach – Schmittweiler |
| K 77 | L 234 – K 78 in Lettweiler |
| K 78 | L 234 in Odernheim am Glan – Lettweiler – K 77 – Kreisgrenze – (K 78 im Donnersbergkreis) |
| K 79 | Neudorferhof – Kreisgrenze – (K 21 im Donnersbergkreis) |
| K 80 | L 236 in Traisen – Rotenfels |
| K 81 | Montforterhof – L 378 |
| K 82 | Bahnhof Rehborn – L 234 in Rehborn |
| K 83 | Lemberghütte – Feilbingert – K 84 – L 379 |
| K 84 | K 83 in Feilbingert – L 379 |
| K 85 | in Altenbamberg – Steigerhof |
| K 86 | in Altenbamberg – Altenbaumburg |
| K 87 | in Fürfeld – L 410 in Fürfeld |
| K 88 | L 409 – L 400/L 410 |
| K 89 | L 409 in Neu-Bamberg – Kreisgrenze – (K 2 im Landkreis Alzey-Worms) |
| K 90 | L 412 in Volxheim – Pleitersheim – Kreisgrenze – (K 2 im Landkreis Mainz-Bingen) |
| K 91 | L 413 in Schwabenheim an der Selz – Kreisgrenze – (K 3 im Landkreis Mainz-Bingen) |
| K 92 | (K 54 im Landkreis Mainz-Bingen) – Kreisgrenze – Ippesheim – K 94 – Planig – K 93 – L 413 in Bosenheim                                                                                       |
| K 93 | K 92 in Planig – Biebelsheim – K 94 – L 400 |
| K 94 | K 92 in Ippesheim – K 93 in Biebelsheim |
| K 95 | L 379 in Ebernburg – Burg Ebernburg |
| K 96 | L 214 – Roth – Kreisgrenze – (K 48 im Landkreis Mainz-Bingen) |
| K 97 | – L 232 |
| K 98 | – Weinsheim – K 50 – Rüdesheim – K 52 – L 244 |